# Папский Григорианский университет
Папский Григорианский университет (лат. Pontificia Universitas Gregoriana, Universitas Gregoriana Societatis Jesu) — университет в Риме, основанный в 1551 году Игнатием Лойолой и Франcиско Борджа и названный в начале Scuola di grammatica, d’umanita e dottrina cristiniana («Школа грамматики, гуманитарных наук и христианского учения»); был известен также как Collegium Romanum (англ., с лат. — «Римский колледж»). Григорианский университет имеет факультеты богословия, философии, канонического права, истории Церкви, миссиологии, общественных наук; при университете существуют институты духовной жизни, психологии, религиозных исследований, астрономическая обсерватория, а также Высшая школа латинского языка и литературы.

## История
Кафедры богословия и философии Григорианского университета были основаны в 1553 году и имели право присваивать учёные степени, согласно апостольскому посланию Sacrae religionis (1552) папы Юлия III. Для иностранных студентов при Григорианском университете были открыты Германская (основана в 1552), Греческая (основана в 1557), Английская (основана в 1578), Венгерская (основана в 1579, в 1580 объединена Германской), Польская (основана в 1582), Маронитская (основана в 1584) и Шотландская (основана в 1600) коллегии. Значение университета для Церкви и возросшее число студентов при недостатке средств побудили папу Григория XIII заново определить академические права университета (конституция Quanta in vinea, 1578) и обеспечить материальные условия обучения, а также строительство нового здания (1582—1584); в знак признательности за заслуги этого папы университет и был назван Григорианским. После роспуска Ордена иезуитов (1773) Григорианским университетом руководила коллегия из трёх кардиналов; когда же орден был восстановлен, папа Лев XII издал бреве Cum multa in Urbe (1824), согласно которому Григорианский университет вновь был передан иезуитам. В 1876 году папа Пий IX дополнил Григорианский университет факультетом канонического права (что было подтверждено папой Львом XIII в 1896); в 1918 году была организована кафедра аскетического и мистического богословия (с 1958 года — Институт богословия духовной жизни). В 1924 году папа Пий XI учредил Высшую школу латинского языка и литературы, а в 1928 году объединил Григорианский университет с Папским Библейским институтом и Папским Восточным институтом. В 1932 году папа Пий XI повелел открыть в Григорианском университете факультет истории Церкви и миссиологии. В 1970 году при богословском факультете Григорианского университета создан Папский институт «Regina mundi», предназначенный для монахинь, желающих получить высшее богословское образование. В 1971 году при Григорианском университете открыт Институт психологии и Институт религиозных исследований. В 1972 году в Григорианском университете создан факультет общественных наук.

## Деятельность
Современное здание Григорианского университета построено в 1931 году на средства папы Пия XI по проекту архитектора Б. Берлуцци; важную роль в осуществлении этого проекта сыграл генеральный настоятель Ордена иезуитов В. Ледуховский. При Григорианском университете действуют типография (с 1552) и библиотека, в 2000 году насчитывавшая 700 тыс. томов (из них 25 тысяч редких книг) и 3 тысяч наименований периодических изданий. Издательская деятельность Григорианского университета, помимо публикации научных трудов и монографий, включает издание журналов Periodica de re morali, canonica, liturgica (с 1903), Gregorianum: Commentarii de re theologica et philosophica (с 1920), Archivium historiae pontificiae (с 1963), издательских серий Miscellanea historiae pontificiae (с 1939), Studia missionalia (с 1943), Studia socialia (с 1956), Acta nuntiaturae Gallicae (с 1961), Documenta missionalia (с 1965), Studi critici sulle scienzi (с 1966) и периодических изданий Библейского и Восточного институтов. Филиалами Григорианского университета являются Центр социологических исследований в Риме, Высший институт канонического права в Рио-де-Жанейро, Институт богословия в Монтевидео и другие.

## Известные сотрудники
- Карл Йозеф Беккер — священник, иезуит, преподавал догматику (с 1969 по 2003 гг.), кардинал с 18.01.2012 года.

## Выпускники университета
Среди выпускников Григорианского университета — 20 святых, 29 блаженных, 14 римских.
Папы, окончившие Григорианский университет:
- Григорий XV
- Урбан VIII
- Иннокентий X
- Климент X
- Иннокентий XII
- Климент XI
- Иннокентий XIII
- Климент XII
- Лев XIII
- Бенедикт XV
- Пий XI
- Пий XII
- Павел VI
- Иоанн Павел I

В Григорианском университете преподавали Роберт Беллармин, Франсиско Суарес, Габриэль Васкес и другие выдающиеся католические богословы. Выпускниками Григорианского университета являются многие кардиналы и епископы. В настоящее время в Григорианском университете работают около 300 преподавателей и учатся более 2,5 тысяч студентов.